# Balas Zequinha
As Balas Zequinha (originalmente grafado Balas Zéquinha) eram balas que começaram a ser produzidas em 1928, em Curitiba, e que continham como embalagem figurinhas colecionáveis, com a finalidade de rotular e divertir, como meio de propaganda. As figurinhas eram numeradas e retratavam um personagem, o Zequinha, em diversas situações, profissões ou localidades, seguido de uma descrição da cena com seu nome e um adjetivo ou expressão, tais como "Zequinha Esportista" ou "Zequinha na Escossia". Tais figurinhas fizeram sucesso e tornaram-se um ícone da cultura e da história curitibana, ultrapassando o âmbito local, como objeto de coleção de muitas crianças do Paraná e Santa Catarina, e foram relançadas diversas vezes.

## Histórico
As Balas Zequinha tiveram lançamento original em 1928, pela Fábrica "A Brandina", dos Irmãos Sobania, em Curitiba, com desenhos de Alberto Thiele (1899-1972), de Paulo Carlos Rohrbach (a partir da figura n° 51 até a figura nº 200), e outros, impressas pela Impressora Paranaense.
O êxito na estratégia de divertir seus consumidores foi tanto que a fábrica “A Brandina” aumentou a tiragem das figurinhas com novas caricaturas do Zequinha (houve situação semelhante com as outras empresas que exploraram a marca nas décadas seguintes), e assim, a brincadeira que mobilizou as crianças nas décadas de 1930 a 1950 foi o "jogo do bafo" utilizando-se da figurinha numa brincadeira juvenil. A primeira série era de 30 (ou 20?) figurinhas; a segunda série surgiu com 50 figurinhas; a terceira série com 100; e a 4ª continha 200 figurinhas. A distribuição foi encerrada em 1940.
Em 1940, as balas foram relançadas pela Fábrica de Irmãos Franceschi, também de Curitiba, circulando até 1955, com 200 figurinhas. Na época, a coleção tornou-se um dos passatempos preferidos dos meninos da cidade, e quando ficava difícil se livrar dos números duplos, nas trocas e no jogo do bafo, havia as matinadas no Cine Curitiba, onde os colecionadores trocavam 100 figurinhas duplas por um prêmio.
Em 1955, houve novo relançamento, pela "Fábrica de Balas São Domingos", de E. J. Gabardo e Massochetto, também em Curitiba, com 200 figurinhas, circulando até 1967. Em 1967, a marca de Gabardo e Massocheto é vendida a Zigmundo Zavatski, que as relança no mercado, e em 1974 houve um novo lançamento.
Em 1979, por ocasião da campanha do ICM no Paraná, houve uma reutilização da ideia da coleção, com a volta do Zequinha, porém com a reformulação das atividades em que o personagem se envolvia, de forma a corresponder às novas estrutruras e exigências sociais.
Em 1986, a J. J. Promoções, de Jeferson Zavatski e João Iensen, recomeça a explorar a marca "Balas Zequinha", oferecendo pacotes de figurinhas com as figurinhas do Zequinha junto com doces, já para preencher álbum próprio.

## Figurinhas do ICM do Paraná
Durante a segunda gestão Ney Braga, o governo do estado do Paraná lançou a campanha: Zequinha - O ICM das Crianças em 1979 com a intenção de aumentar a arrecadação de impostos. Desta maneira o estado disponibilizou álbuns e figurinhas ao público, quando estes eram trocados pela primeira via de notas fiscais ao consumidor nos postos autorizados. O álbum completo dava direito a um cupom numerado para concorrer a vários prêmios.
O tema escolhido para esta campanha foi o personagem que surgira cinquenta anos antes, na estratégia de marketing da empresa "A Brandina", com a clara intenção de recordar, homenagear e preservar a cultura Paranaense: A figurinha Zequinha.
O Paraná foi um dos pioneiros neste tipo de campanha, como se pode ver abaixo:
- Em janeiro de 1980 o governo catarinense lança: A Criança e o ICM, Conheça Santa Catarina, com álbum e 120 figuras;
- Em março de 1980, o governo de São Paulo lança: Turma do Paulistinha, O ICM dá Sorte, com álbum e 200 figurinhas;
- Em julho de 1981, o estado do Espírito Santo lança: Amigos do Jucapixaba, O ICM é do Povo, Conheça as Cidades e o Folclore do Espírito Santo, com álbum e 120 figurinha;
- Em setembro de 1981, o governo goiano lança: O Goianinho do ICM é Legal, Campanha do ICM, Goianinho e sua Gente, com álbum e 80 figurinhas;
- Em março de 1985 do governo do Maranhão lança: Maranhão - Nossa História, Nossa Gente, a Nota Fiscal que dá Prêmios, com álbum e 91 figurinhas.[8]

## Características
Cada geração das Balas Zequinha continha uma variedade de figurinhas numeradas. Zequinha, o mascote das Balas Zequinha, era caracterizado como um homem baixo, parcialmente careca, sobrancelhas afiladas, de nariz bulboso, e linhas de expressão. Na maioria das vezes, surgia usando colarinho branco com gravata borboleta e sapatos compridos e pontiagudos.
Era representado em cada uma das figurinhas com a imagem do personagem executando uma atividade, exercendo uma profissão, vivenciando uma situação ou visitando uma localidade, seguido de uma descrição da cena com seu nome e um adjetivo ou expressão, como "Zequinha Esportista" ou "Zequinha na Escossia".
As figuras originais eram particularmente notáveis graças a então inexistência de restrições ou censura. O personagem, assim, não só aparecia dedicado a atividades nada louváveis (Medroso, Fumando, Embriagado ou Pirata - gíria para mulherengo), como também criminosas (Anarchista, Condenado, Gangster, Gatuno, Ladrão), ou violentas (Afogando-se, Suicidando-se, Enforcado) e mesmo discriminatórias (Chim).
No relançamento das figurinhas na década de 1980, a imagem do personagem foi consolidada como de um palhaço, surgindo então com maquiagem branca e roupa característica. As atividades em que era apresentado sofreram grande reformulação, para esconder as anteriores referências reprováveis.

## As Balas
As Balas Zequinha eram de açúcar com essência de frutas, de formato quadrado. A embalagem era feita à mão, por 75 moças, e o consumo exigia uma produção diária de 1200 quilos de balas, ou 360 mil balas, distribuídas em todo o Estado do Paraná. As balas eram distribuídas em latas com capacidade para 100 quilos. A cada tonelada era incluída uma bala embrulhada na figurinha n.º 200.

## Homenagem
Citado por Dalton Trevisan, “Em Busca de Curitiba Perdida”:
| “ | Dos teus lambrequins de ouro, das tuas cem figurinhas de bala Zequinha, do teu bebedouro de pangarés, a gente perguntará: Que fim levaram? | ” |